# François Wijnand Hensen
François Wijnand Hensen (circa 1854 – november 1907) was een Surinaams politicus.
Hij was directeur-administrateur van de plantage Geyersvlijt. Bij de parlementsverkiezingen van 1900 werd hij verkozen tot lid van de Koloniale Staten. Twee jaar behaalde hij onvoldoende stemmen om Statenlid te kunnen blijven maar na de verkiezingen in 1904 keerde hij terug het parlement.
Tijdens een bootreis naar Nederland overleed hij in 1907 op 53-jarige leeftijd.